# Galaxias Fluctūs
I Galaxias Fluctūs sono una struttura geologica della superficie di Marte.